# Historisch-kritische Methode (Theologie)
Die historisch-kritische Methode ist ein im 18. und 19. Jahrhundert entwickelter Methodenapparat zur Untersuchung von historischen Texten. Innerhalb der Theologie ist sie vor allem aus der biblischen Exegese bekannt. Sie hat zum Ziel, einen (biblischen) Text in seinem historischen Kontext zu verstehen und schließlich auszulegen. Dabei spielen die Rekonstruktion der vermuteten Vor- und Entstehungsgeschichte des Textes und seine Einbindung in das damalige Geschehen eine besondere Rolle. Wichtige Teildisziplinen der historisch-kritischen Methode sind die Textkritik, die Textanalyse, die Redaktions-, Literar-, Form- und die Traditionskritik. Die historisch-kritische Methode ist heutzutage als grundlegende Methode der Bibelauslegung in der evangelischen und in der katholischen Kirche anerkannt, wenn auch nicht unumstritten.

## Begriff
Richard Simon (1638–1712) gilt als eigentlicher Begründer der historisch-kritischen Methode in den Bibelwissenschaften. Er setzte sich sehr früh mit der Variantenvielfalt alttestamentlicher und neutestamentlicher Texte auseinander. Seine Histoire critique du Vieux Testament (Paris, 1678) gilt als das erste Werk, das die textkritischen Methoden der damaligen Philologie auf biblische Texte anwandte. Auf Initiative des Bischofs Jacques Bénigne Bossuet wurden beinahe alle Exemplare vernichtet, 1682 wurde es auf den Index librorum prohibitorum gesetzt. 1687 veröffentlichte Simon seine Histoire critique du texte du Nouveau Testament, die ebenfalls indiziert wurde.
Ein Beispiel für die Verwendung des Begriffes ‚historisch-kritisch‘ in der Exegese ist die Historisch-kritische Einleitung in sämmtliche kanonische und apokryphische Schriften des Alten und Neuen Testaments von Leonhard Berthold, die ab 1812 in mehreren Bänden erschien.
Die Bezeichnung historisch-kritisch wird auch für Historisch-kritische Werkausgaben verwendet; einer solchen Ausgabe liegen mehrere, an zumindest manchen Stellen voneinander abweichende schriftliche Texte zugrunde.
In der Bibelwissenschaft verweist das Doppeladjektiv historisch-kritisch auf die Kombination zweier Grundannahmen dieser hermeneutischen Methoden:
- Historisch ist diese Methode insofern, als sie davon ausgeht, dass die zu untersuchende Textgestalt eine lange, teils mündliche, teils schriftliche Vorgeschichte hat. Außerdem soll speziell das historische und theologische Umfeld des Autors zur Zeit des Schreibens erhellt werden, also etwa die im betreffenden biblischen Buch zum Ausdruck kommende Theologie.
- Kritisch, also unterscheidend, ist die Methode, weil ein Unterschied zwischen den ursprünglichen Ereignissen und den biblischen Berichten vermutet wird, und weil der Betrachter beim Ermitteln der Vorstufen des biblischen Textes enorme Fähigkeiten des Unterscheidens (was ist ursprünglich, und was wurde – aufgrund welcher Theologie – verändert?) benötigt.

## Entwicklung
Die historisch-kritische Methode war eine Errungenschaft der Neuzeit und stellte einen Bruch mit der altkirchlichen bzw. mittelalterlichen Bibelauslegung dar. Anders als in jenen Auslegungen betrachtet man das auszulegende Wort als der Geschichte untergeordnet und nicht als Prädikat zu ihr. Solches kam durch Unterordnung „allgemeingültiger Wahrheiten“ unter die Vernunft in der Aufklärung Ende des 17. Jahrhunderts zustande.

### Evangelische Theologie
Die Entstehung der historisch-kritischen Methode ist eng mit der Philosophie des Rationalismus verknüpft. Gotthold Ephraim Lessing, ein Vordenker der Aufklärung, meinte, dass Offenbarung nichts enthüllen könne, was nicht auch durch Vernunft zu erkennen sei. Der „garstige Graben der Geschichte“ ist nur noch schwer zu überwinden: Dieser Graben trennt den Leser der Gegenwart von den früheren Geschehnissen. Niemand kann gezwungen werden, zufällige Geschichtswahrheiten glauben zu müssen. Demgegenüber sind nur ewige Vernunftwahrheiten plausibel zu machen. Lessing hat auch die von Hermann Samuel Reimarus verfassten „Fragmente eines Ungenannten“ herausgegeben, in denen die historische Zuverlässigkeit der Evangelien aufgrund ihrer Widersprüche infrage gestellt wird, was dann zum Fragmentenstreit führte.
Programmatisch war der Titel eines Buches von Immanuel Kant: Die Religion innerhalb der Grenzen der bloßen Vernunft (1793). Neben der Beschränkung auf das dem menschlichen Verstand Einsichtige gab es auch eine starke Tendenz zum Ethischen: Der Mensch brauche keine „Errettung“, sondern eine Anleitung zum rechten Handeln.
An der Herausbildung und Verbreitung der historisch-kritischen Methode waren mehrere Theologen maßgeblich beteiligt. Johann Salomo Semler, geprägt von der Aufklärung, gilt oft als der „Vater“ der historisch-kritischen Methode in der Theologie. Er forderte erstmals eine „freie Untersuchung des Kanons“ (1771) und ließ an die Stelle seiner Allgemeingültigkeit eine „religiöse Menschheitsgeschichte“ treten. So stellte er sich die Schriften der Bibel als Zeugnisse aus bestimmten Zeiten, Orten, Geschichts- und Kulturepochen vor. Aber auch der spätere Ferdinand Christian Baur wird als „Begründer“ der historisch-kritischen Methode bezeichnet.
Im 19. Jahrhundert kristallisierten sich die drei wesentlichen Aufgaben der historisch-kritischen Methode heraus, unter Zuhilfenahme der Geschichts- und Literaturwissenschaften, Linguistik, Soziologie und anderer:
1. Erforschung der in den biblischen Texten gedeuteten Geschichten,
2. philologische Analyse der biblischen Texte,
3. Erklärung des historischen Sinns in der Absicht des Autors bzw. Redaktors.

### Römisch-katholische Theologie
Die römisch-katholische Kirche stand lange der historisch-kritischen Methode ablehnend gegenüber. Ausgaben der Bibel, aber auch der Schriften der Kirchenväter und anderer zentraler Texte, die von der jeweiligen römischen Ausgabe abwichen, waren verboten und wurden auf den Index gesetzt. Im späten 19. Jahrhundert wandte sich die antimodernistische Strömung in der römisch-katholischen Kirche gegen die Übernahme der historisch-kritischen Methoden, die sich damals in verschiedenen Wissenschaften etablierten. Bis um 1960 wirkten insbesondere der Antimodernisteneid und die Entscheidungen der päpstlichen Bibelkommission negativ auf die Übernahme der historisch-kritischen Methode und ihrer Ergebnisse innerhalb der katholischen Theologie aus. Allerdings hatte Papst Pius XII. in seiner Enzyklika Divino afflante Spiritu vom 30. September 1943 bereits literarkritische Methoden und Form- und Gattungsforschung für die biblische Exegese befürwortet, die er als „neue wertvolle Hilfsmittel“ für eine sorgfältige Erforschung zum Verständnis der Heiligen Schrift nahelegte.
Das Zweite Vatikanische Konzil bedeutete einen Wandel, insofern die dogmatische Konstitution Dei Verbum die menschliche Verfasserschaft der biblischen Texte betonte, wie es bereits Papst Pius XII. 1943 in Divino afflante Spiritu getan hatte; daher sei die Aussageabsicht dieser menschlichen Verfasser zu ermitteln, unter Beachtung der damaligen Kultur und der jeweils verwendeten literarischen Gattungen. Bei der Auslegung solle allerdings die Einheit der ganzen Heiligen Schrift beachtet werden, außerdem die Überlieferung der Gesamtkirche. Die maßgebende Beurteilung der Schriftauslegung bleibe immer der Kirche (d. h. dem kirchlichen Lehramt) vorbehalten (Dei Verbum, 12). Was die möglichen Ergebnisse der Auslegung betrifft, wurde ein Rahmen vorgegeben, in dem etwa die Geschichtlichkeit der vier Evangelien „ohne Bedenken bejaht“ wird. Diese Evangelien überliefern diesem Rahmen nach zuverlässig, was Jesus „in seinem Leben unter den Menschen … wirklich getan und gelehrt hat“ (Dei Verbum, 19).
Ende des 20. Jahrhunderts schrieb die päpstliche Bibelkommission, dass jede Übersetzung Exegese sei, und dass die Anwendung der historisch-kritischen Methode wenigstens in ihren Grundzügen notwendig sei. Dabei betonte sie, die Bibel sei das schriftliche Zeugnis von Gottes wiederholtem Eingreifen in die menschliche Geschichte, und in dieser Weise sei sie „fest im Boden der Geschichte verwurzelt“. Daher könne sie auch ohne Untersuchung der geschichtlichen Entstehung nicht verstanden werden. Die historisch-kritische Methode habe Mindeststandards, indem sie nicht bei Quellenproblemen und literarischen Schichtungen der Texte stehen bleiben dürfe, aber auch Grenzen, wo auch dynamische Aspekte der Bedeutung und eine weitere Entwicklung des Sinnes existiere. Und so wird dieser Methode auch keine Monopolstellung zugebilligt. Vielmehr müsse jede katholische Exegese dem Ziel der Vertiefung des Glaubens dienen, ohne die Methoden aus apologetischem Interesse zu beugen.

### Orthodoxe Theologie
Die orthodoxe Theologie steht den in der Alten Kirche überlieferten Angaben über die Entstehung und Verfasserschaft der biblischen Bücher mit großem Vertrauen gegenüber. Dagegen werden diese Angaben von der Mehrzahl der deutschsprachigen historisch-kritischen Theologen skeptisch beurteilt. Die orthodoxen Theologen schätzen zwar die durch die historisch-kritische Arbeit erreichten Ergebnisse, sie halten aber die darin erkennbare Neigung, nur Geschichtliches zu sehen, für einseitig. Die Schriftauslegung habe zu beachten, dass die Verfasser inspiriert waren, und habe offen zu sein für die Möglichkeit übernatürlicher Offenbarung, wie Wunder und Prophetie.

## Die Methodenschritte der historisch-kritischen Methode
Die historisch-kritische Methode gilt heute in der evangelischen und katholischen Theologie als Standardmethode der Bibelauslegung. In der exegetischen Fachdiskussion werden seit den 1970er Jahren vermehrt auch andere Auslegungsansätze einbezogen bzw. integriert (vgl. Biblische Exegese). Die Anwendung der historisch-kritischen Methode auf die Bibel setzt voraus, dass biblische Exegese „ein Stück Geschichtswissenschaft“ (Rudolf Bultmann) ist, der Bibeltext also als ein geschichtlich geformter anerkannt wird und nicht als reine Offenbarung nur wörtlich genommen wird. Die Auslegung von Bibelabschnitten in ihrem historischen Kontext nimmt zum Beispiel wahr, dass Jesus Jude war oder dass die Regel „Auge um Auge, Zahn um Zahn“ zum damaligen Zeitpunkt als ein ausdrückliches Gebot der Mäßigung verstanden werden musste.
Die historisch-kritische Methode orientiert sich an der Entstehungsgeschichte des heute überlieferten Textes. Die Taten und Worte (z. B. von Jesus) sind zunächst mündlich überliefert worden, dann in Einzelschriften niedergelegt und zusammengefasst worden. Diese Schriften wurden gesammelt (Textkorpora) und über einen Zeitraum von vielen Jahrhunderten immer wieder abgeschrieben. Dabei kam es nicht nur zu sehr seltenen, versehentlichen Schreib- und Übersetzungsfehlern, sondern auch zu bewussten Änderungen (Redaktionen). Die historisch-kritische Methode versucht, diese Entwicklungsgeschichte zu rekonstruieren, um sich dem ursprünglichen Text in seinem historischen Kontext, d. h. dem ursprünglichen Sinn wieder zu nähern.
Andere Auslegungsmethoden (etwa die narrative oder die feministische Exegese) sind genauso bestrebt, den ursprünglichen Textbestand zu erheben, die Texte historisch richtig einzubetten, zu übersetzen und zu deuten. Daher haben sie einige Methodenschritte mit der historisch-kritischen Methode gemeinsam, namentlich die Textkritik und die Bestimmung der literarischen Gattung (vgl. Formgeschichte).

### Etablierung des Bibeltextes
Im Altertum und im Mittelalter wurden die biblischen Bücher – bis zur Entwicklung des Buchdrucks (siehe die lateinische Gutenberg-Bibel) – nur handschriftlich überliefert. Von keinem biblischen Buch blieb das Original erhalten, die biblischen Texte gehören aber zu den am häufigsten überlieferten Texten der Antike. Anders als bei vielen nichtbiblischen Texten der Antike ist daher eine Kollation aller Textzeugen faktisch unmöglich. Umso wichtiger sind andere Techniken, auf Basis der Handschriften den frühesten rekonstruierbaren Wortlaut zu etablieren. Weder die Lesart der ältesten Textzeugen noch die in den meisten Handschriften zu findende Lesart muss die beste sein; unter Umständen muss aus der Überlieferung eine heute in keiner Handschrift mehr zu findende Lesart als ursprünglich vorhanden erschlossen werden (Emendation).
Für das Abwägen des Handschriftenbefundes nach Quantität und Qualität entwickelte zuerst Johann Albrecht Bengel nach 1700 wissenschaftliche Kriterien. Die Entscheidung für eine und gegen andere Lesarten wird dabei im kritischen Apparat dokumentiert; sie basieren auf oft komplexen Modellen von der wechselseitigen Abhängigkeit erhaltener wie verlorener Textzeugen. Kritische Textausgabe des Alten (Biblia Hebraica Stuttgartensia) und des Neuen Testaments (Eberhard Nestle/Kurt Aland, Novum Testamentum Graece) enthalten daher zusätzlich zum so rekonstruierten Bibeltext kritische Anmerkungen, die wichtige Abweichungen einzelner Textzeugen oder ganzer Handschriftengruppen von diesem Text belegen.

### Autorschaft, Entstehungsort und -zeit
Bei der Rekonstruktion des frühesten Textes und seinen späteren Versionen ergeben sich oft Erkenntnisse darüber, wann und wo welche Versionen entstanden sind, und damit auch Aussagen über die Zahl und Identität der Autoren. Im Falle der biblischen Bücher hat die historisch-kritische Methode dabei vor allem die traditionellen, meist im Bibeltext selbst genannten Angaben zur Autorschaft zum Ausgangspunkt genommen und überprüft, z. B. die Autorschaft Moses am Pentateuch, die Rolle des Apostels Paulus bei der Entstehung der Paulinischen Briefe oder die Frage, ob der Verfasser des Johannes-Evangeliums mit einem bestimmten, an anderer Stelle des Neuen Testaments genannten Johannes identisch sei. Ein bekanntes Beispiel für ein textkritisch begründetes Modell einer mehrstufigen Entstehung eines biblischen Buches über einen längeren Zeitraum ist die sogenannte Urkundenhypothese in Bezug auf den Pentateuch.

### Übersetzung
Nachdem ein Text etabliert, die Autorschaft überprüft und gegebenenfalls eine Datierung erreicht worden ist, kann er ins Deutsche übersetzt werden. Das erfordert vom Exegeten möglichst gute Kenntnisse in Althebräisch und Altgriechisch (einige Kapitel des Alten Testaments sind außerdem in Aramäisch verfasst) – weswegen Theologiestudenten bis heute diese alten Sprachen erlernen müssen –, zum anderen ist auch Grundwissen in Linguistik und Übersetzungswissenschaft nötig. Man muss verstehen, wie Sprachen funktionieren. Es gibt auch im Hebräischen und Griechischen Phänomene wie Polysemie (Mehrdeutigkeit), Stilmittel, sprichwörtliche Wendungen, Poesie usw., die auch als solche verstanden werden sollten. Manche Begriffe müssen im Deutschen durch längere Ausdrücke umschrieben werden. Exegeten müssen also eine gute Balance halten zwischen einer zu engen Wort-für-Wort-Übersetzung, die ggf. das Gemeinte nicht erschließt, und freien Umschreibungen, die zwar den Inhalt gut erfassen, aber sich weit vom Wortlaut des ursprünglichen Textes entfernen. Wer sich eine deutsche Bibel kaufen will, hat die Wahl zwischen formtreuen Übersetzungen (z. B. die Elberfelder Bibel), inhaltstreuen Bibelübersetzungen (z. B. die Gute Nachricht Bibel) und den Übersetzungen der „Mitte“ (wie etwa Lutherübersetzung und Einheitsübersetzung).

### Textanalyse: Struktur des Textes
Zwar haben die Bibelausleger an dieser Stelle bereits eine vorläufige Übersetzung des Textes zur Hand, doch beziehen sich alle folgenden Schritte um der Exaktheit willen grundsätzlich auf den hebräischen bzw. griechischen Ausgangstext. Der hier aufgeführte dritte Schritt der Textanalyse gehört zwar eigentlich nicht zur klassischen historisch-kritischen Methode, wird aber in neueren Methodenbüchern eigens berücksichtigt. Während die klassische historisch-kritische Methode sich vor allem darauf konzentrierte, die vermutete Entstehungsgeschichte des Bibeltextes zu rekonstruieren („diachron“), geht man in der Exegese neuerdings verstärkt dazu über, den Bibeltext als solchen in seiner Endgestalt zu betrachten („synchron“).
Dank der Textanalyse soll der „fertige“ Text auf seine Aussageabsicht hin untersucht werden. Bevor man also den Text in seine (vermuteten) Vorstufen „zerlegt“, solle er zunächst auch selbst zur Geltung kommen. Dazu wird bei der Textanalyse auf Methoden aus Linguistik und Literaturwissenschaften zurückgegriffen: auf die Erstellung von Wortfeldern aus Begriffen des Textes, auf die Struktur und Entfaltung der „Story“ sowie auf die Zeichnung der Erzählfiguren durch den biblischen Erzähler (Erzähltheorie), auf das Aktantenmodell von Greimas oder auf die Semantische Strukturanalyse, welche den linguistisch-grammatischen Aufbau eines Textes nachzeichnen hilft.

### Redaktionsgeschichte: Umgang des Autors mit seinen Quellen
Der Methodenschritt der Redaktionsgeschichte (auch: „Redaktionskritik“) versucht zu beschreiben, in welcher Weise ein späterer Autor die Quellen der jeweils früheren schriftlichen Überlieferungsstufe verarbeitet hat und mit welcher Absicht er seine Schrift abgefasst hat. Auf diese Weise soll für jeden biblischen Autor dessen spezielles theologisches Profil hervortreten. Beim Matthäusevangelium und Lukasevangelium beispielsweise, die gemäß der Zweiquellentheorie in vielen Textabschnitten auf das Markusevangelium zurückgegriffen haben sollen, wird untersucht, in welcher Weise sie vom Markusevangelium abweichen. Anhand der Veränderungen wird deren eigenes theologisches Profil bestimmt. Solche redaktionellen Veränderungen können sein: stilistische Anpassungen; Umstellung von Textabschnitten; Kürzungen; Erweiterungen; Zusammenfügung verschiedener Traditionen; theologische Deutungen der literarischen Vorlage. Zum Teil wird auch die Kompositionskritik in diesen Methodenschritt einbezogen, also die Analyse, wie das gesamte Werk strukturiert ist.

### Literarkritik: Rekonstruktion der schriftlichen Quellen
Die Literarkritik untersucht den biblischen Text im Hinblick auf seine schriftlichen Vorformen, Vorlagen und Quellen. Literarkritik orientiert sich dabei im Gegensatz zu einer allgemeineren Überlieferungskritik bewusst an schriftlichen Tradierungsformen. Entstanden ist sie im 18. und 19. Jahrhundert aus dem Bedürfnis heraus, (scheinbare, oder tatsächliche) Widersprüche, Spannungen, Doppelungen und sprachliche Unterschiede zwischen Bibeltexten zu erklären.
Die Literarkritik setzt an dieser Stelle jedoch Annahmen voraus. Die Minimalannahme ist dabei, dass die Entstehungssituation vom Datum und der Situation der Erstellung von z. B. dem Codex Leningradensis beträchtlich verschieden ist. Darüber hinaus hält sie es für möglich, dass der Text nach seiner ursprünglichen Abfassung noch Änderungen am gegebenen Wortlaut erfahren hat. Ihre Aufgabe liegt nun in der Ermittelung dieser Änderungen.

### Formgeschichte: Bestimmung der Textgattung
Als Nächstes wird die sprachliche Form des Textes untersucht (Formgeschichte). Beim Endtext (und allen seinen Vorstufen) ist zu klären: Handelt es sich um eine Wundergeschichte? Um ein Gleichnis? Um ein prophetisches Mahnwort? Denn um einen Text zu verstehen, sollte man dessen Textgattung richtig zugeordnet haben. Ein Gleichnis beispielsweise will nicht historisch verstanden werden, sondern als eine vergleichende Erzählung, die in einem bestimmten Punkt eine allgemeine Wahrheit transportieren und veranschaulichen soll. Jesus verwendete diese Erzählgattung sehr häufig (besonders bekannt ist das Gleichnis vom verlorenen Sohn in Lk 15,11–32 ). Nach der Zuordnung des Textes zu einer bestimmten Textgattung kann man analysieren, ob und an welchen Punkten die konkrete Textform von der idealtypischen Gattung abweicht, um auch daraus Schlüsse zu ziehen. Die Formgeschichte hat in der Bibelexegese zwei Ausprägungen gefunden, die sogenannte „ältere Formgeschichte“ und die „neuere Formgeschichte“.
a) Die „ältere Formgeschichte“ entstand um 1920 mit drei Publikationen von Karl Ludwig Schmidt, Martin Dibelius und Rudolf Bultmann. Die Bestimmung der Textgattung sollte nicht nur als Verstehensrahmen dienen, sondern sollte helfen, die mündliche Überlieferung vor den ältesten schriftlichen Quellen sehr genau nachzuzeichnen. Der Grundgedanke ist folgender: Jede Textgattung hat immer auch einen bestimmten Sitz im Leben, nämlich eine typische Situation, in der sie verwendet wird. So sei der „Sitz im Leben“ von Gebeten oder Lehrtexten meist der Gottesdienst und die christliche Unterweisung, der von Wundergeschichten dagegen häufig die missionarische Verkündigung. In der typischen Überlieferungssituation wurde dabei in der Regel auch ihr Ursprung gesehen; man konnte nun also bestimmen, in welcher Situation und zu welchem Zweck die frühchristliche Gemeinde Jesuserzählungen schuf. Wenn eine – durch die Literarkritik bereits von allen späteren schriftlichen Zusätzen befreite – mündliche Erzählung mehreren Zwecken gedient haben könnte, wird je ein Zielpunkt wiederum einer eigenen mündlichen Überlieferungsstufe zugeordnet (beispielsweise in der Exegese von Jakobs Kampf am Jabbok in Gen 32,23–33 ). Die Möglichkeit, dass eine mündliche Überlieferung auch einen historischen „Kern“ besitzen kann, wird durch diese Vorgehensweise zwar nicht ausgeschlossen, aber deutlich minimiert. Die Bibelexegese in der ersten Hälfte des 20. Jahrhunderts hatte ihren Schwerpunkt dabei im Differenzkriterium, um den „historischen Jesus“ aus den biblischen Texten herauszuschälen: Der so rekonstruierte Jesus trug seltsamerweise im Grunde weder jüdische noch christliche Züge, obwohl Jesus unbestritten Jude war. Daher wird das Differenzkriterium in der heutigen historischen Jesusforschung durch das Kohärenzkriterium ergänzt (Gerd Theißen).
b) Während die Gattungsbestimmung bei der „älteren Formgeschichte“ vor allem den Zweck hatte, die mündliche Vorgeschichte des Textes zu rekonstruieren, bricht die „neuere Formgeschichte“ ganz mit diesem Ziel. Denn „die Möglichkeit diachroner Rückfrage mit Hilfe formgeschichtlicher Forschung wird zunehmend in Frage gestellt“: Man müsse auch mit einem Traditionskontinuum zwischen Jesus und der Gemeinde rechnen, besonders wenn sich die Unterweisung der Jünger durch Jesus an das rabbinische Schulwesen anlehnte und dann die soziale Rolle der Traditionsträger (z. B. Apostel) im Urchristentum beachtet wird. Die Tradition mag in der Urgemeinde geformt worden sein, ist aber nicht notwendigerweise erst von ihr erfunden. Dass am Anfang der mündlichen Überlieferung immer die „reine Form“ gestanden habe, ist nicht zwingend. Außerdem war die ältere Formgeschichte noch sehr selbstgewiss darin, die verschiedenen Stufen der mündlichen Überlieferung im Wortlaut rekonstruieren zu können – dabei zeigen Untersuchungen, dass mündliche Überlieferung im Wortlaut variieren kann.
Die „neuere Formgeschichte“ verzichtet dagegen völlig darauf, aus der Form des Textes Hypothesen über die Textgeschichte zu gewinnen. Stattdessen werden Form und Gattung des Endtextes umso genauer gewürdigt: Zunächst beschreibt man die individuelle Form des Einzeltextes, dann sucht man ähnliche Texte aus biblischer und außerbiblischer antiker Literatur und versucht ein gemeinsames Gattungsschema zu erstellen, um zuletzt die individuellen Abweichungen vom Gattungsschema zu untersuchen sowie die Konsequenzen, die sich daraus für das Verstehen ergeben. Für die Formanalyse gibt es inzwischen sehr ausgefeilte Klassifizierungen von antiken Textgattungen und Untergattungen (K. Berger).

### Traditionsgeschichte: Frage nach vorausgehender mündlicher Überlieferung
Die Traditionsgeschichte (auch: „Traditionskritik“) will – im Verbund mit der Formgeschichte – die Entwicklung der mündlichen Überlieferung nachzeichnen, die den ersten schriftlichen Vorstufen des Textes voranging. Sie will also aus den rekonstruierten schriftlichen Quellen die mündlichen Traditionen erschließen. Unterstützend werden die Schritte Motivgeschichte und Religionsgeschichte herangezogen, um die historische Situation des gesprochenen Wortes zu erhellen. In einigen exegetischen Methodenlehren wird dieser Schritt auch „Überlieferungsgeschichte“ genannt. Da eine Tradition selten in detaillierter Breite in einem Text aufgenommen wird, stützt sich das Erkennen einer Tradition zumeist auf auffällige Leitbegriffe, Bilder, Redewendungen oder Wortensembles, die den Exegeten an Inhaltskomplexe erinnern und die ihn auf Parallelen in anderen Texten aufmerksam machen.

### Begriffs- und Motivgeschichte: Entwicklung von Begriffen und Vorstellungen nachzeichnen
Während die Literarkritik, Form- und Traditionsgeschichte an den mündlichen und schriftlichen Vorstufen des Bibeltextes insgesamt interessiert sind, wird in der Begriffs- und Motivgeschichte (auch: „Traditionskritik“) versucht, die Vorgeschichte von einzelnen Ausdrücken des Bibeltextes nachzuzeichnen. Wenn beispielsweise in neutestamentlichen Texten vom „Sohn Davids“, von „Gerechtigkeit“, vom „Heiligen Geist“, von „Gesetz“, von „Evangelium“ oder vom „Lamm Gottes“ die Rede ist, so soll für diese Ausdrücke der damalige Vorstellungshintergrund rekonstruiert werden. Das geschieht anhand von früheren und zeitgleichen biblischen und außerbiblischen Texten, in denen ähnliche Begriffe und Anschauungen gesucht werden.
Ob ein Begriff eher in seiner frühjüdischen (inklusive alttestamentlichen) Verwurzelung oder eher auf römisch-hellenistischem Hintergrund gedeutet werden soll, ist jedoch häufig umstritten. Ähnliches gilt für die Deutung von Ausdrücken in alttestamentlichen Texten. Die Erkenntnis, dass Begriffe in ihrem historischen Kontext zu deuten sind, reicht bis in die Anfänge der Textauslegung zurück; die Methode der Motivgeschichte wurde in den letzten Jahrhunderten in der Exegese jedoch noch weiter verfeinert. Die Ergebnisse der Motivgeschichte findet man in den großen theologischen Lexika (ThWAT, ThWNT) oder für den Bibelleser in Bibellexika zusammengefasst.

### Religionsgeschichte: Vergleich mit außerbiblischen Texten
Die biblischen Texte haben sich nicht im luftleeren Raum entwickelt, sondern standen in Beziehung und Austausch zu anderen Denkweisen in ihrem kulturellen Umfeld. Es geht bei diesem Methodenschritt speziell darum, Formulierungen oder Gedanken des biblischen Textes und seiner hypothetischen Vorstufen in die allgemeine altorientalische Geschichte, Religion und Kultur bzw. in den hellenistisch-römischen und frühjüdischen geschichtlichen und religiös-kulturellen Hintergrund einzuzeichnen. Im Theologiestudium wird daher auch Grundwissen aus benachbarten historischen Disziplinen vermittelt. So kann man beispielsweise herausarbeiten, dass das Buch der Sprüche (Spr 22,17–23 ) zum Teil wörtliche Anklänge an einen ägyptischen Text um 1100 v. Chr. besitzt, die Lehre des Amenemope. Die Sintflut-Erzählung (Gen 6–8 ) hat aufschlussreiche Parallelen im sumerischen Gilgamesch-Epos. Paulus verwendet nach der Schilderung in Apg 26,14  eine Formulierung aus Aischylos, Agamemnon („Schwer ist es dir, gegen den Stachel auszuschlagen“); oder der Schreiber des Titusbriefs zitiert den griechischen Dichter Epimenides, De oraculis: „Die Kreter sind immer Lügner …“ (Tit 1,12 ). Noch viel zahlreicher sind indirekte gedankliche Bezüge, wobei man jedoch auch nicht der „Parallelomanie“ erliegen sollte, die bei jeder geringen Ähnlichkeit sofort eine Abhängigkeitsbeziehung zu außerbiblischen Texten vermutet. Der religionsgeschichtliche Vergleich wird in der Bibelexegese seit dem Ende des 19. Jahrhunderts intensiv betrieben (vgl. Religionsgeschichtliche Schule, Bibel-Babel-Streit).

### Zusammenfassende Interpretation und theologische Aussage
Zum Schluss wird die Entstehung des Bibeltextes in seinen einzelnen mündlichen und schriftlichen Überlieferungsstufen noch einmal knapp zusammengefasst; dabei sollten auch die theologischen Beweggründe für die textlichen Veränderungen deutlich werden. Außerdem kann – das geht jedoch über die historisch-kritische Methode hinaus – danach gefragt werden, welche Rolle das Thema des Textes innerhalb der Bibel (Biblische Theologie) oder der christlichen Theologie spielt.

## Kritik an der historisch-kritischen Methode
Franz Graf-Stuhlhofer beschreibt insgesamt elf markante Tendenzen der historisch-kritischen Methode, etwa das Ausblenden der Inspirationsvorstellung, das Aufspalten der biblischen Botschaft in eine Vielzahl (bloß menschlicher) „Theologien“ oder das Umdrehen der Reihenfolge von Vorhersage und Erfüllung. Der „historisch-kritischen Methode“ wird vorgeworfen, sie neige dazu, übernatürliche Faktoren (z. B. Wunder oder göttliche Prophetie) auszuklammern. Außerdem gebe es eine überwiegend skeptische Einschätzung der Historizität einzelner biblischer Berichte. Daher werden insbesondere von Gegnern dieser Forschungsrichtung auch andere Begriffe verwendet, etwa „Bibelkritik“, oder es wird eine „kritische“ einer „konservativen theologischen Position“ gegenübergestellt, oder es steht zugespitzt eine „radikal-kritische“ einer „biblisch-positiven“ Grundeinstellung gegenüber. Verbreitet ist auch die Gegenüberstellung von „traditioneller“ und „liberaler“ Position. Durch die Bezweiflung der Historizität vieler biblischer Berichte ergebe sich ein „Trend vom Faktischen zum Fiktiven“, indem das Handeln Gottes in der geschichtlichen Realität auf innerliche Vorgänge reduziert werde.

### Mangelhafte Verbindung zwischen Theorie und Praxis
Es gibt eine verbreitete Unzufriedenheit sowohl bei den theologisch Forschern (quasi den „Theoretikern“) als auch bei den „Praktikern“ (also den Anwendern bzw. „Nicht-Anwendern“).
Von wissenschaftlicher Seite wird häufig kritisiert, dass die Priester oder Pastoren in der Praxis nur noch selten die historisch-kritische Methode anwenden, obwohl jeder Vorbereitung von Predigt oder Bibelstunde eine wissenschaftliche Exegese des Bibeltextes vorausgehen sollte. Viele „Praktiker“ jedoch beklagen ihrerseits, dass die historisch-kritische Methode nicht besonders hilfreich für die Predigtvorbereitung sei. Das Theorie-Praxis-Problem wird von manchen als Krise der klassischen Exegese gedeutet: Auf der einen Seite besitzt die biblische Exegese eine sehr ausgefeilte Methode der Auslegung (die historisch-kritische Methode), auf der anderen Seite wird sie in der nichtuniversitären Praxis kaum angewendet, vielleicht aufgrund der in diesen Kontext hineinwirkenden anderen Fragen und Anforderungen.

### Distanz zwischen Bibel und Leser
Die Anwendung der historisch-kritischen Methode bewirkt eine geschichtliche Distanzierung des Auslegers vom Bibeltext. Die historisch-kritische Methode allein kann nicht klären, wie der Bibeltext für die Gegenwart Bedeutung erlangen kann. Außerdem verstelle die historisch-kritische Methode durch die aufwändige Detailarbeit den Blick auf das Ganze. Doch es wird auch nicht als Aufgabe der historisch-kritischen Methode angesehen, unmittelbar eine Basis für das christliche Leben zu geben, sondern nur die historische Bedeutung eines Bibeltextes herauszuarbeiten, wobei die Auslegenden im Sinne der Hermeneutik ihre Voraussetzungen und Methoden reflektieren.

### Innerwissenschaftliche Debatte
Seit den 1970er Jahren wächst die Zahl der in der Bibelexegese verwendeten Auslegungsmethoden rasant (vgl. Biblische Exegese). Unter Hinweis auf die Berechtigung eines solchen Methodenpluralismus wird die Dominanz der historisch-kritischen Methode in Frage gestellt.

### Hypothetische Ergebnisse
Da die Rekonstruktion der Vorgeschichte eines schriftlichen Textes stark auf Vermutungen angewiesen ist, wird mitunter von einer „Theologie des Vermutens“ gesprochen, und diese einer traditionellen „Theologie des Vertrauens“ gegenübergestellt. Der Neutestamentler Klaus Berger sieht in der historisch-kritischen Methode, wie sie heute praktiziert wird, einige unbegründete Annahmen: Nicht überzeugende Kriterien für Echtheit und Unechtheit von Jesusworten, die Abwertung des Johannesevangeliums als historisch wertlos, die Leugnung der Wunder, und den „Ostergraben“ (wonach Jesus ein einfacher Mensch gewesen sei und erst nach Ostern als Messias gesehen worden sei).

### Methodischer Atheismus als Voraussetzung
Unter historisch-kritisch auslegenden Theologen gibt es die Tendenz, die biblischen Texte unter der Annahme eines „methodischen Atheismus“ zu betrachten. Es wird also nicht mit der Möglichkeit gerechnet, dass an den in der Bibel berichteten Ereignissen eine übernatürliche Macht mitgewirkt hat; jeder Anhaltspunkt für ein göttliches Eingreifen wird so erklärt, als läge allein menschliches Handeln vor.
Historisch-kritische Alttestamentler gehen z. B. davon aus, dass die Vorhersage der Eroberung Babylons im Jahr 539 v. Chr. mit Nennung des Namens des Eroberers „Kyros“ (Jes 44,24 –45,1 ) einem um 700 v. Chr. lebenden Jesaja abgesprochen werden müsse. Diese Vorhersage gilt dann als Argument dafür, dass diese Abschnitte erst Jahrhunderte nach Jesaja geschrieben worden seien.
Die biblischen Texte selbst nehmen immer wieder auf Gott und sein Handeln in der Geschichte Bezug. Schließt der Forscher die Möglichkeit göttlichen Handelns bei den berichteten Ereignissen grundsätzlich aus, wird er kaum Spuren göttlichen Handelns in dem Text finden. So führt die historisch-kritische Methode aufgrund ihrer Voraussetzungen nicht zur Erkenntnis Gottes beim Studieren der biblischen Texte. Somit werden nach Gott fragende Kirchenbesucher von der historisch-kritischen Forschung enttäuscht.

### Verzicht auf Inspirationsvorstellung
Der methodische Atheismus klammert nicht nur bei den in der Bibel berichteten Ereignissen ein Mitwirken Gottes aus, sondern auch bei der Niederschrift der biblischen Texte. Die Vorstellung einer Inspiration der biblischen Texte spielt bei der historisch-kritischen Exegese kaum eine Rolle. Mitunter wird diese Exegese deshalb in Frage gestellt und eine Rückkehr zur Inspirationslehre gefordert (so Stuhlmacher und Wilckens).

### Exegese allgemein
- Uwe Becker: Exegese des Alten Testaments. Ein Methoden- und Arbeitsbuch. (UTB 2664) 3. Auflage, Mohr Siebeck, Tübingen 2011, ISBN 978-3-8252-3602-1.
- Hans Conzelmann, Andreas Lindemann: Arbeitsbuch zum Neuen Testament. (UTB 52) 12. Auflage, Mohr Siebeck, Tübingen 1998, ISBN 3-8252-0052-3.
- Martin Ebner, Bernhard Heininger: Exegese des Neuen Testaments. Ein Arbeitsbuch für Lehre und Praxis. (UTB 2677) 3. aktualisierte Auflage, Schöningh, Paderborn 2015, ISBN 3-8252-4268-4.
- Georg Fohrer: Exegese des Alten Testaments. 6. Auflage, Heidelberg 1993 (Übersicht; Standardwerk).
- Gerhard Maier: Das Ende der historisch-kritischen Methode. Brockhaus, Wuppertal 1974, ISBN 3-7974-0050-0.
- Martin Meiser, Uwe Kühneweg: Proseminar II Neues Testament – Kirchengeschichte: ein Arbeitsbuch. Kohlhammer, Köln 2000, ISBN 3-17-015531-8.
- Udo Schnelle: Einführung in die neutestamentliche Exegese. (UTB 1253) 6. Auflage, Vandenhoeck & Ruprecht, Göttingen 2005, ISBN 3-525-03230-7 (knappe Übersicht; wird im ev. Theologiestudium häufig verwendet).
- Thomas Söding: Wege der Schriftauslegung. Herder, Freiburg, Basel, Wien 1998, ISBN 3-451-26545-1.
- Odil Hannes Steck: Exegese des Alten Testaments: Leitfaden der Methodik. Ein Arbeitsbuch für Proseminare, Seminare und Vorlesungen. 14. Auflage, Neukirchen-Vluyn 1999, ISBN 3-7887-1586-3.
- Helmut Utzschneider, Stefan Ark Nitsche: Arbeitsbuch literaturwissenschaftliche Bibelauslegung. Eine Methodenlehre zur Exegese des Alten Testaments. 3. Auflage, Gütersloher Verlagshaus, Gütersloh 2008, ISBN 978-3-579-00409-9.

### Zu einzelnen Teildisziplinen
Historisch-kritische Methode
- Sascha Müller: Die historisch-kritische Methode in den Geistes- und Kulturwissenschaften. Echter, Würzburg 2010, ISBN 978-3-429-03312-5.
- Armin Sierszyn: Die Bibel im Griff? − Historisch-kritische Denkweise und biblische Theologie. Hänssler, Holzgerlingen 2001, ISBN 3-7751-3685-1.
- Heinrich Zimmermann: Neutestamentliche Methodenlehre: Darstellung der historisch-kritischen Methode. Neubearbeitung von Klaus Kliesch. 7. Auflage, Katholisches Bibelwerk, Stuttgart 1982.

Übersetzung aus dem Hebräischen bzw. Griechischen
- Heinz-Werner Neudorfer und Eckhard J. Schnabel: Das Studium des Neuen Testaments / Bd. 1. Eine Einführung in die Methoden der Exegese. Brockhaus, Wuppertal 1999, bes. S. 127–150.

Textanalyse
- Manfred Dreytza, Walter Hilbrands, Hartmut Schmid: Das Studium des Alten Testaments: eine Einführung in die Methoden der Exegese. Brockhaus, Wuppertal 2002, ISBN 3-417-29471-1, S. 63–78.
- Wilhelm Egger: Methodenlehre zum Neuen Testament. Herder, Freiburg im Breisgau 1987, ISBN 3-451-21024-X, S. 74–146 (klassisch).
- Sönke Finnern: Narratologie und biblische Exegese. Eine integrative Methode der Erzählanalyse und ihr Ertrag am Beispiel von Matthäus 28. Mohr Siebeck, Tübingen 2010. ISBN 978-3-16-150381-8 (zur Methode der narrativen Exegese).
- Sönke Finnern, Jan Rüggemeier: Methoden der neutestamentlichen Exegese. Ein Lehr- und Arbeitsbuch. (UTB 4212) Tübingen 2016 (erzählwissenschaftlich auf dem aktuellen Stand, didaktisch ausgebaut, bietet integratives Gesamtmodell der Textauslegung).
- Martin Meiser, Uwe Kühneweg: Proseminar II Neues Testament – Kirchengeschichte: ein Arbeitsbuch. Kohlhammer, Köln 2000, ISBN 3-17-015531-8, S. 260–275.
- Heinz-Werner Neudorfer, Eckhard J. Schnabel (Hrsg.): Das Studium des Neuen Testaments / Bd. 1. Eine Einführung in die Methoden der Exegese. Brockhaus, Wuppertal 1999, S. 69–154.

Formgeschichte
- Manfred Dreytza, Walter Hilbrands, Hartmut Schmid: Das Studium des Alten Testaments: eine Einführung in die Methoden der Exegese. Brockhaus, Wuppertal 2002, ISBN 3-417-29471-1, S. 79–99.

Religionsgeschichte
- Wolfgang Fenske: Arbeitsbuch zur Exegese des Neuen Testaments. Gütersloher Verlagshaus, Gütersloh 1999, ISBN 3-579-02624-0, S. 122–140.